# 天下一忍者決定戦
天下一忍者決定戦（てんかいちにんじゃけっていせん）は、2013年から2018年にかけて神奈川県小田原市で開催された催事上の企画。優勝者に6代目以降の風魔小太郎の称号が与えられた。2014年からは男性の優勝者に風魔小太郎、女性の優勝者に「おふう」の称号が与えられるようになった。当初は5月の小田原北條五代祭りの企画として行われ、2015年からは8月の忍者の里風魔まつりでの企画として行われた。当初は徒競走で優勝者を決定していたが、2014年からは吹き矢と手裏剣投げ、2015年からは知力・体力、2016年からは知力・技術力・運動力を競い、「感」・運の要素も必要な競技に変更された。

## 6代目風魔小太郎（2013年）
2013年5月3日の小田原北條五代祭りのとき、小田原市観光協会主催で第1回「天下一忍者決定戦」が開催され、108人が参加して小田原城馬出門から学橋手前までを走り、優勝者に「6代目風魔小太郎」の称号が与えられた。「風魔小太郎は５代目まで実在していたといわれている」として、第1回大会の勝者が6代目とされた。

## 7代目風魔小太郎 初代おふう（2014年）
2014年5月3日の第50回北條五代祭りで約100人が参加して第2回「天下一忍者決定戦」が行われ、吹き矢と手裏剣投げでスタートポジションを決めた後、約150mのコースで徒競走をし、男女の部それぞれで小田原高校出身の元同級生が優勝して、「7代目風魔小太郎」「初代おふう」の称号を受けた。

## 8代目風魔小太郎 2代目おふう（2015年）
2015年の第3回「天下一忍者決定戦」は同年8月30日の第3回忍者の里 風魔まつりのときに実施予定で、競技内容を変更して知力・体力を競う予定、とされていた。

## 9代目風魔小太郎 3代目おふう（2016年）
2016年の第4回「天下一忍者決定戦」は同年8月28日の第4回「忍者の里 風魔まつり」で、「知力・技術力・運動力、そして感・運の要素も必要とする」競技として実施予定とされていた。

## 10代目風魔小太郎 4代目おふう（2017年）
2017年の第5回「天下一忍者決定戦」は同年8月27日の第5回「忍者の里 風魔まつり」で実施予定とされていた。

## 11代目風魔小太郎 5代目おふう（2018年）
2018年（平成30年）8月26日に行われた第6回「天下一忍者決定戦」には予選を勝ち抜いた約20人が参加し、優勝者が11代目風魔小太郎の称号を受けた。